# Trionymus inyazurae
Trionymus inyazurae är en insektsart som beskrevs av Hall 1937. Trionymus inyazurae ingår i släktet Trionymus och familjen ullsköldlöss.
Artens utbredningsområde är Zimbabwe. Inga underarter finns listade i Catalogue of Life.